# 韋爾博韋齊 (科索夫區)
48°20′32″N 25°8′0″E / 48.34222°N 25.13333°E

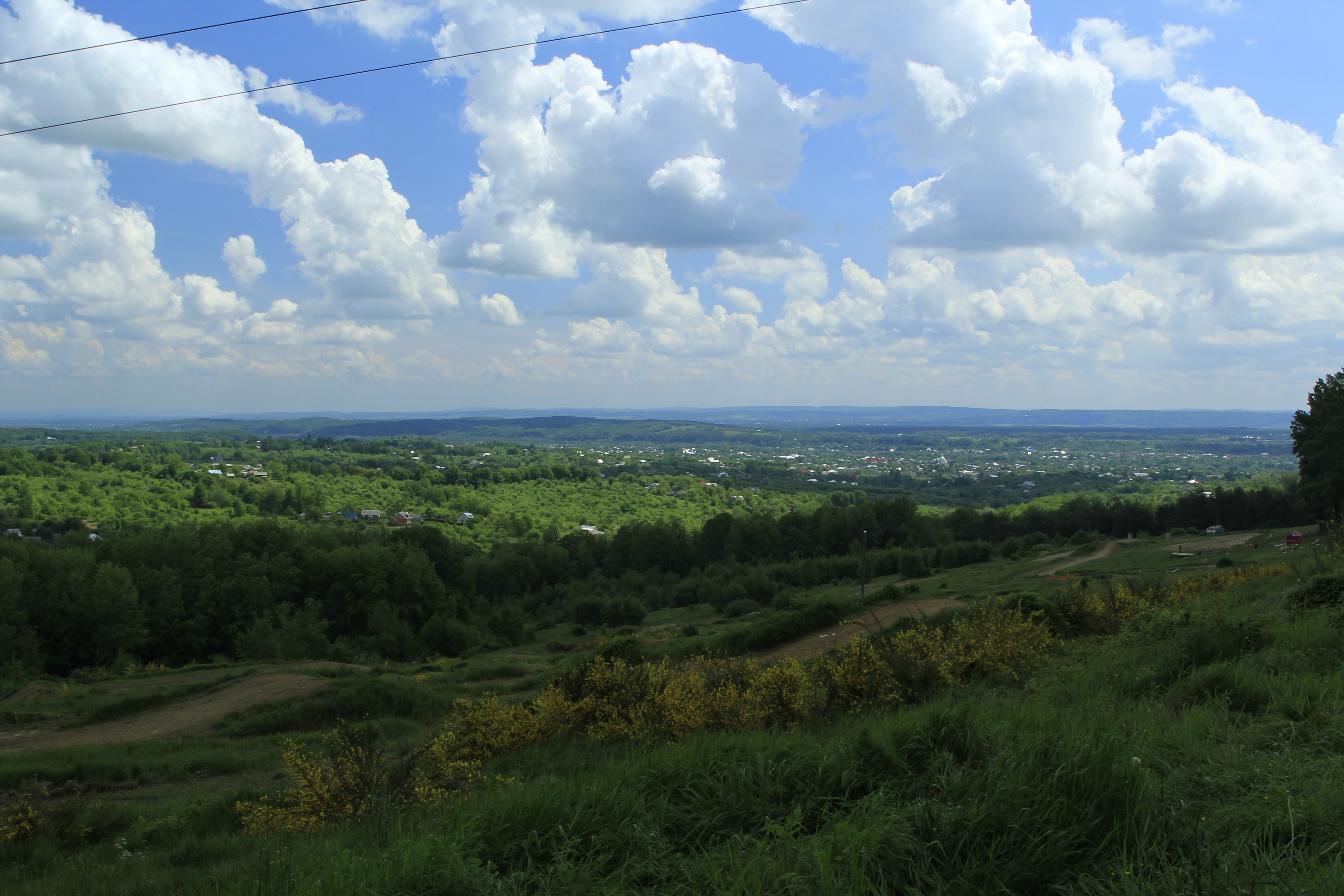

韋爾博韋齊（烏克蘭語：Вербовець），是烏克蘭的村落，位於該國西部伊萬諾-弗蘭科夫斯克州，由科索夫區負責管轄，始建於1456年，面積18.77平方公里，2001年人口3,395。